# Vadsbo norra tingslag
Vadsbo norra tingslag var ett tingslag i Skaraborgs län. Tingsplats var Mariestad
Tingslaget bildades den 1 januari 1924 av Hova och Hasslerörs tingslag och uppgick 1 januari 1948 i Vadsbo domsagas tingslag. 
Tingslaget ingick i Vadsbo domsaga från 1929, Vadsbo norra domsaga dessförinnan.